# 江邊香織
江邊香織（日语：／ Ebe Kaori，1984年11月3日—），出生於日本大阪，居住於東京，是日本花式撞球職業選手，出身於撞球世家，父親江邊公昭也是日本知名撞球好手。
2006年12月，江边22岁时通过日本花式台球职业联盟（JPBA）的考核，成为日本历史上最年轻的花式台球职业选手。2014年宣布退役，退役后成立“日本台球俱乐部”社团，开始担当台球讲师，进行宣讲和培训工作。
江边也曾出演电视广告和电视娱乐节目。

## 比賽成績
- 2007年JPBF日本職業開侖撞球聯盟第二名
- 2008年JPBA日本職業花式撞球聯盟排名第31名
- 2009年亞洲10號球錦標賽錦標賽第三名
- 2011年安麗盃世界女子花式撞球公開賽24強未晉級